# Karl 3. af Savoyen
Karl 3. af Savoyen (italiensk: Carlo II di Savoia eller Carlo III di Savoia (også kendt som Karl den gode (il Buono)); født 23. juni 1486 i Chazey-sur-Ain, dengang det vestlige Savoyen, død 17. august 1553 i Vercelli, Piemonte) var hertug af Savoyen i 1504 – 1553.
Karl 3. blev forfader til Sardiniens konger i 1720–1861 og til Italiens konger i 1861–1946.

## Forældre
Karl 3. var søn af hertug Filip 2. af Savoyen (kendt som Filip uden land). 
Hans mor var Claudine de Brosse (1450–1513). Claudine var datter af Jean II de Brosse og Nicole de Châtillon, der var datter af Isabeau de Vivonne og Charles de Châtillon. 

## Familie
Karl 3. var gift med Beatrice af Portugal (1504–1538). Hun var datter af Emanuel 1. af Portugal og Maria af Aragonien. Maria var datter af Isabella 1. af Kastilien og Ferdinand 2. af Aragonien.
Karl 3. og Maria fik ni børn, men kun et af dem blev voksen. Det var:
- hertug Emanuele Filiberto af Savoyen.